# ماتسونو
ماتسونو  هي بلدية في اليابان، وبلدة في اليابان، تقع في إهيمه، ومقاطعة كيتوا، بلغ عدد سكانها 3,891  نسمة وذلك حسب إحصائيات سنة 2018، تبلغ مساحتها 93.98 كيلومتر مربع.